# Scuola romana dei fumetti
La Scuola romana dei fumetti, nota anche con l'acronimo SRF, è una scuola privata artistica con sede unica a Roma. L'offerta formativa, sia in sede che online, copre i seguenti settori: fumetto, disegno, illustrazione, storyboard, cartoni animati, grafica, sceneggiatura.

## Storia
La  Scuola romana dei fumetti nasce a Roma nel 1993, per opera di un gruppo di autori, Giancarlo Caracuzzo, Paolo Morales, Massimo Rotundo, Stefano Santarelli e Massimo Vincenti, professionisti noti nel panorama del fumetto, dell'illustrazione e del cinema italiano ed internazionale.
La Scuola, che ottiene l'apprezzamento dell'editore Sergio Bonelli , propone una didattica innovativa che fonda il proprio metodo sulla miscela tra metodo accademico, sperimentazione e “bottega” d'arte.
Collaborano con la struttura autori che lavorano per realtà professionali nazionali e internazionali come Sergio Bonelli Editore, Walt Disney USA, Panini Disney, Dupuis, Editions Glénat, Les Humanoïdes Associés, Marvel USA, Mondadori Editore, RAI. Nel corso degli anni la Scuola Romana dei Fumetti associa alcuni dei propri ex allievi, affermatisi nei diversi ambiti professionali sia in Italia che all'estero e che diventano parte integrante della direzione didattica della Scuola. Si tratta di Claudio Bruni, Stefano Caselli, Simone Gabrielli, Carlo Labieni, Arianna Rea, Alessandro Ruggieri e Riccardo Colosimo.

## Didattica
L'offerta formativa della Scuola romana dei fumetti comprende gli ambiti disciplinari legati alle arti visive e in particolare al disegno e al racconto per immagini. Le materie affrontate dai corsi sono: fumetto, disegno dal vero, anatomia, prospettiva, character design, costume design, concept art, sketch art, tecniche di inchiostrazione, tecniche pittoriche, illustrazione, storyboard, regia, sceneggiatura, cartoni animati, colorazione digitale, modellato, grafica.
I corsi sono diretti a diverse fasce di età, a partire dai 9 anni.

## Mostre
Il Centre belge de la bande dessinée dedica alla Scuola romana dei fumetti una grande mostra dal 14 ottobre 1997 al 18 gennaio 1998, esponendo tavole originali di docenti e migliori allievi. 
Segue poi la mostra su “Pinocchio”, voluta dall'Istituto italiano di cultura in Canada ed esposta Toronto, a Kingston e a Roma nel 2004.
Nel febbraio 2014 si inaugura la mostra “20 Anni di Scuola Romana dei Fumetti: Gli Autori in Mostra” presso la CArt Gallery di Roma. 
Nel settembre 2022 viene inaugurata prima alla Galleria Moderni, poi al Festival Romics, alla Scuola Popolare di Musica Donna Olimpia e infine alla Palestra della legalità di Ostia la mostra collettiva e itinerante "Fumetti Corsari. La vita, i luoghi, le opere di Pier Paolo Pasolini", progetto vincitore del bando "Estate Romana 2022", in collaborazione con la Fondazione Mario Moderni e promosso dall'Assessorato alla Cultura di Roma Capitale. 
A ottobre 2023 viene inaugurata al Museo Archeologico Nazionale di Reggio Calabria e in collaborazione con il Comitato Italiano Paralimpico la mostra collettiva di illustrazioni "Corpi a Regola d'Arte", che raccoglie quaranta raffigurazioni di atleti paralimpici con le sembianze di statue di bronzo, per creare un parallelo con il canone di bellezza classico dei Bronzi di Riace.  La mostra, che mira a promuovere la cultura paralimpica in vista della spedizione italiana ai Giochi Paralimpici di Parigi 2024, viene poi riallestita a novembre all'Arsenale di Taranto, per il Festival della Cultura Paralimpica 2023, e visitata dal Presidente della Repubblica Sergio Mattarella.

## Attività editoriali
Sotto la direzione artistica di Rotundo, Santarelli e Vincenti, nel 1993 la Scuola Romana dei Fumetti realizza l'opera in 24 volumi I Grandi Miti Greci a Fumetti di Luciano De Crescenzo edita da Mondadori/De Agostini. 
Con Claudio “Greg” Gregori e Pasquale “Lillo” Petrolo la Scuola realizza la rivista Latte e i Suoi Derivati, in edicola nel 1997 e pubblicata da SRF/Play Press. 
Nel 1998 la Scuola pubblica 28 Centimetri di Massimo Rotundo e nel 1999 il volume a fumetti Sergio di Claudio “Greg” Gregori.
Ogni anno, inoltre, vengono pubblicate riviste contenitore con i lavori degli allievi e autori ospiti sulle copertine.
Nel 2020 viene pubblicato il volume "In Casa", edito da Ultra Edizioni che raccoglie oltre 30 fumetti scritti e illustrati da insegnanti e da allievi.

## Cartoni animati
La Scuola ha collaborato anche ad attività legate alla produzione di cartoni animati. Nel 2001 Stefano Santarelli e Massimo Vincenti hanno scritto le sceneggiature di alcuni episodi del cartone animato Sandokan – La Tigre Ruggisce Ancora, prodotto dalla RAI.  
Nel 2011 la Scuola realizza il serial in cartoni animati Ulisse. Il mio nome è Nessuno prodotto dalla RAI, che ottiene il premio Kineo/Diamanti, come miglior serie animata, al Festival del Cinema di Venezia 2012.